# 魯道夫一世 (波希米亞)
魯道夫一世（德語：Rudolf I，1281年—1307年7月4日），波希米亞國王與奥地利公爵。

## 生平
1298年7月27日阿爾布雷希特一世當選為羅馬人的國王，在他父親加冕後不久，於11月21日在紐倫堡召開的帝國議會同時任命長子魯道夫為奧地利與施蒂利亞公爵與父親共治，是為魯道夫三世。魯道夫三世由奧地利陸軍元帥赫爾曼·馮·蘭登堡與瓦尔塞家族三兄弟共同攝政，不得不屈服於父親的決定:81。1300年5月25日，阿爾布雷希特一世為魯道夫迎娶法國國王腓力三世之女布朗歇，希望與卡佩王朝結盟，但因魯道夫及布朗歇兩夫婦皆早逝而失敗。
1304年阿爾布雷希特一世和魯道夫一世一同進軍波希米亞，對抗國王瓦茨拉夫二世，後者在安德烈三世死後立他的兒子瓦茨拉夫三世為匈牙利國王。在戰爭中阿爾布雷希特一世和魯道夫一世圍攻庫滕貝格，他們的庫曼傭兵在該國犯下多處暴行，入冬後因軍中爆發飢荒而撤退。:86

### 波西米亞國王
1306年8月4日波希米亞國王瓦茨拉夫三世遇刺，阿爾布雷希特一世為增加哈布斯堡王朝的影響力，將波希米亞王國收歸為王室領地，並將魯道夫立為波希米亞國王，但遭受其舅父海因里希反對，因為海因里希的妻子安妮是瓦茨拉夫三世的妹妹，亨利認為自己更適合繼承王位。阿爾布雷希特一世因此為魯道夫一世迎娶波希米亞國王瓦茨拉夫二世的遺孀、波蘭國王普熱梅斯瓦夫二世之女伊莉莎白·里基莎為妻。阿爾布雷希特一世佔領布拉格並驅逐海因里希，接著將波希米亞王位交給魯道夫一世。
魯道夫一世受到數位支持海因里希的波希米亞貴族排斥及嘲笑。他試圖利用庫特納荷拉豐富的銀礦來償還波希米亞的高額債務。斯特拉科尼采的巴沃爾三世與哈茲姆布爾克的威廉·扎伊奇領導波希米亞貴族起義，魯道夫一世被王室首席管家、羅茲貝爾克的海因里希一世擊敗。 
魯道夫一世圍攻反對派位在霍拉日焦維采的城堡，但是他卻因患上痢疾（或胃潰瘍）而於1307年7月4日死於當地，死後無嗣。魯道夫一世臨終前，召集了茲布拉斯拉夫修道院長康拉德和塞德萊克修道院長海登賴希，他們寫下了魯道夫一世的遺囑。部分人懷疑魯道夫一世死於下毒，但人類學家伊曼紐爾·維爾切克於1991年檢查了魯道夫一世的遺骨，但沒有發現任何毒藥的痕跡。魯道夫一世被葬於布拉格的聖維特主教座堂。
魯道夫一世患有胃病，因此只能吃粥和其他清淡的食物，這亦是他的綽號Král kaše（粥王）的由來。

### 後續影響

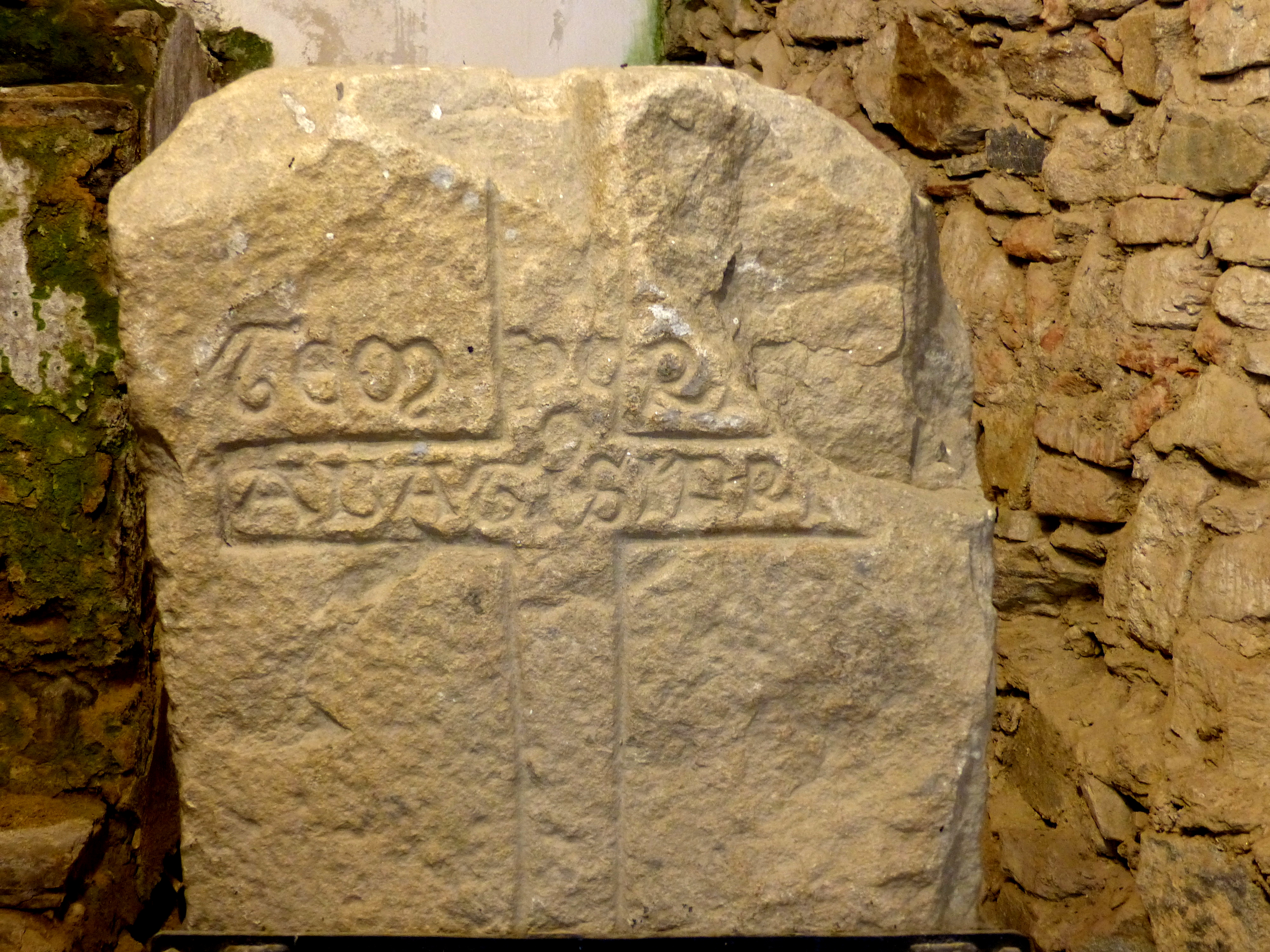
奥地利下奥地利州阿爾滕堡修道院內院長齊格弗里德（Siegfried ）所立的的庫曼石（Kumanenstein），紀念魯道夫一世於1304年10月4日擊敗7000名匈牙利國王文采爾的庫曼人傭兵

其後，波希米亞貴族重新擁立海因里希為波希米亞國王，以獲得更多特權。1310年海因里希宣佈放棄王位，傳位予神聖羅馬皇帝海因里希七世之子約翰。另一方面，為魯道夫一世爭取采邑，激化哈布斯堡王朝內的繼承權矛盾。阿爾布雷希特一世的侄子約翰因阿爾布雷希特一世一直沒有履行萊茵費爾登條約內對魯道夫二世的補償條款，剝奪了他的繼承權，於1308年5月1日殺害阿爾布雷希特一世。

## 家庭
- 法蘭西的布朗歇（英语：Blanche of France, Duchess of Austria）（1282-1305）：1300年結婚，法國國王腓力三世之女
  - 早夭的兒子（？-1306）
- 波蘭的伊莉莎白·里基莎（英语：Elizabeth Richeza of Poland）（1288-1335）：1306年結婚，波蘭國王普熱梅斯瓦夫二世之女

| 魯道夫一世 (波希米亞) 哈布斯堡家族出生于：1281年逝世於：1307年7月4日 | 魯道夫一世 (波希米亞) 哈布斯堡家族出生于：1281年逝世於：1307年7月4日        | 魯道夫一世 (波希米亞) 哈布斯堡家族出生于：1281年逝世於：1307年7月4日 |
| 統治者頭銜                                                           | 統治者頭銜                                                                  | 統治者頭銜                                                           |
| -------------------------------------------------------------------- | --------------------------------------------------------------------------- | -------------------------------------------------------------------- |
| 前任者： 瓦茨拉夫三世                                                | 波希米亞國王 1306年8月4日–1307年7月4日                                      | 繼任者： 海因里希                                                    |
| 前任者： 瓦茨拉夫三世                                                | （名義上的）波蘭國王 1306年8月4日–1307年7月4日                              | 繼任者： 海因里希                                                    |
| 前任者： 阿爾布雷希特一世                                            | 奥地利與施蒂利亚公爵 1298年11月21日–1307年7月4日 與阿爾布雷希特一世同時在任 | 繼任者： 阿爾布雷希特一世                                            |